# Dunja Zdouc
Dunja Zdouc, slovensko-avstrijska biatlonka, * 3. januar 1994, Celovec.
Prihaja iz družine koroških Slovencev, s katero živi v Radišah blizu Celovca. Doma ohranjajo rabo slovenščine.
Z biatlonom se je začela ukvarjati pri petnajstih letih, v svetovnem pokalu pa tekmuje od sezone 2014/15. Največji uspeh kariere je dosegla na tekmi svetovnega prvenstva leta 2021 na Pokljuki, ko je z mešano štafeto (poleg nje še David Komatz, Simon Eder in Lisa Theresa Hauser) osvojila srebrno medaljo.
Avstrijo je zastopala na biatlonskem tekmovanju na Zimskih olimpijskih igrah 2018, v disciplinah šprint na 7,5 km, zasledovalna tekma na 10 km in preizkušnja za posameznice na 15 km. Njena najvišja uvrstitev je bila 48. mesto v šprintu. Uvrstila se je tudi v avstrijsko biatlonsko odpravo na Zimskih olimpijskih igrah 2022 v Pekingu. Tam je v šprintu na 7,5 km dosegla 85. mesto, v štafeti 4×6 km pa 9. mesto